# Anisfield-Wolf Book Award
Der Anisfield-Wolf Book Award ist ein US-amerikanischer Literaturpreis, mit dem Leistungen ausgezeichnet werden, die dazu beitragen, die Umstände zu verstehen, die zu Rassismus führen, und die die Mannigfaltigkeit menschlicher Kultur würdigen. Der Preis wurde im Jahr 1935 von der Dichterin und Philanthropin Edith Anisfield Wolf gestiftet. Die Preisvergabe wurde ursprünglich von der Saturday Review organisiert. Seit 1963 ist dafür die Cleveland Foundation verantwortlich.
Jährlich werden Werke in den Kategorien Fiction, Nonfiction sowie Poetry ausgezeichnet und häufig wird auch ein Preis für ein Lebenswerk vergeben. Zu den Personen, denen der Preis verliehen wurde, gehören Zora Neale Hurston (1943), Langston Hughes (1954), Martin Luther King (1959), Maxine Hong Kingston (1978), Wole Soyinka (1983), Nadine Gordimer (1988), Toni Morrison (1988), Ralph Ellison (1992), Edward Said (2000) und Derek Walcott (2004).

## Preisträger
- 2024 – Teju Cole für Tremor (Fiction)
- 2024 – Ned Blackhawk für The Rediscovery of America (Nonfiction)
- 2024 – Monica Youn für From From (Poetry)
- 2024 – Maxine Hong Kingston, Auszeichnung für das Lebenswerk
- 2023 – Geraldine Brooks für Horse und Lan Samantha Chang für The Family Chao (Fiction)
- 2023 – Matthew F. Delmont für Half American (Nonfiction)
- 2023 – Saeed Jones für Alive at the End of the World (Poetry)
- 2023 – Charlayne Hunter-Gault, Auszeichnung für das Lebenswerk
- 2022 – Percival Everett für The Tress (Fiction)
- 2022 – Tiya Miles für All That She Carried und George Makari für Of Fear and Strangers (Nonfiction)
- 2022 – Donika Kelly für The Renunciations (Poetry)
- 2022 – Ishmael Reed, Auszeichnung für das Lebenswerk
- 2021 – James McBride für Deacon King Kong (Fiction)
- 2021 – Vincent Brown für Tacky’s Revolt sowie Natasha Trethewey für Memorial Drive (Nonfiction)
- 2021 – Victoria Chang für Obit (Poetry)
- 2021 – Samuel R. Delany, Auszeichnung für das Lebenswerk
- 2020 – Namwali Serpell für The Old Drift (Fiction)
- 2020 – Charles King für Gods of the Upper Air (Nonfiction)
- 2020 – Ilya Kaminsky für Deaf Republic (Poetry)
- 2020 – Eric Foner, Auszeichnung für das Lebenswerk
- 2019 – Tommy Orange für There There (Fiction)
- 2019 – Andrew Delbanco für The War Before the War (Nonfiction)
- 2019 – Tracy K. Smith für Wade in the Water (Poetry)
- 2019 – Sonia Sanchez, Auszeichnung für das Lebenswerk
- 2018 – Jesmyn Ward für Sing, Unburied, Sing (Fiction)
- 2018 – Kevin Young für Bunk: The Rise of Hoaxes, Humbug, Plagiarists, Phonies, Post-Facts, and Fake News (Nonfiction)
- 2018 – Shane McCrae für In the Language of My Captor (Poetry)
- 2018 – N. Scott Momaday, Auszeichnung für das Lebenswerk
- 2017 – Peter Ho Davies für The Fortunes (Fiction)
- 2017 – Karan Mahajan für The Association of Small Bombs (Fiction)
- 2017 – Margot Lee Shetterly für Hidden Figures (Nonfiction)
- 2017 – Tyehimba Jess für Olio (Poetry)
- 2017 – Isabel Allende, Auszeichnung für das Lebenswerk
- 2016 – Lillian Faderman für The Gay Revolution: The Story of the Struggle (Nonfiction)
- 2016 – Mary Morris für The Jazz Palace (Fiction)
- 2016 – Brian Seibert für What the Eye Hears: A History of Tap Dancing (Nonfiction)
- 2016 – Rowan Ricardo Phillips für Heaven (Poetry)
- 2016 – Orlando Patterson, Auszeichnung für das Lebenswerk
- 2015 – Jericho Brown für The New Testament
- 2015 – Marilyn Chin für Hard Love
- 2015 – Richard S. Dunn für A Tale of Two Plantations: Slave Life and Labor in Jamaica and Virginia
- 2015 – Marlon James für A Brief History of Seven Killings
- 2015 – David Brion Davis, Auszeichnung für das Lebenswerk
- 2014 – Anthony Marra für A Constellation of Vital Phenomena
- 2014 – Adrian Matejka für The Big Smoke
- 2014 – Ari Shavit für My Promised Land: The Triumph and Tragedy of Israel
- 2014 – Sir Wilson Harris und George Lamming erhalten das Lifetime Achievement
- 2013 – Eugene Gloria für My Favorite Warlord
- 2013 – Laird Hunt für Kind One
- 2013 – Kevin Powers für The Yellow Birds
- 2013 – Andrew Solomon für Far from the Tree
- 2012 – David Livingstone Smith für Less Than Human: Why We Demean, Enslave, and Exterminate Others
- 2012 – David W. Blight für American Oracle: The Civil War in the Civil Rights Era
- 2012 – Esi Edugyan für Half-Blood Blues: A Novel
- 2012 – Wole Soyinka, Auszeichnung für das Lebenswerk
- 2011 – Nicole Krauss für Great House
- 2011 – Mary Helen Stefaniak für The Cailiffs of Baghdad, Georgia
- 2011 – David Eltis/David Richardson für Atlas of the Transatlantic Slave Trade
- 2011 – Isabel Wilkerson für The Warmth of Other Suns
- 2011 – John Edgar Wideman, Auszeichnung für das Lebenswerk
- 2010 – Kamila Shamsie for Burnt Shadows
- 2010 – Elizabeth Alexander, Auszeichnung für das Lebenswerk
- 2010 – William Julius Wilson, Auszeichnung für das Lebenswerk
- 2010 – Oprah Winfrey, Auszeichnung für das Lebenswerk
- 2009 – Louise Erdrich für The Plague of Doves
- 2009 – Nam Le für The Boat
- 2009 – Annette Gordon-Reed für The Hemingses of Monticello
- 2009 – Paule Marshall, Auszeichnung für das Lebenswerk
- 2008 – Ayaan Hirsi Ali für Infidel: My Life[1][2]
- 2008 – Junot Díaz für The Brief Wondrous Life of Oscar Wao
- 2008 – Mohsin Hamid für The Reluctant Fundamentalist
- 2008 – William Melvin Kelley, Auszeichnung für das Lebenswerk
- 2007 – Chimamanda Ngozi Adichie für Half of a Yellow Sun
- 2007 – Taylor Branch für At Canaan's Edge: America in the King Years, 1965-68
- 2007 – Martha Collins für Blue Front
- 2007 – Scott Reynolds Nelson für Steel Drivin' Man: John Henry: the Untold Story of an American Legend
- 2006 – Zadie Smith für On Beauty
- 2006 – Jill Lepore für New York Burning: Liberty, Slavery, and Conspiracy in Eighteenth-Century Manhattan
- 2006 – William Demby, Auszeichnung für das Lebenswerk[3]
- 2005 – August Wilson, Auszeichnung für das Lebenswerk
- 2005 – Geoffrey C. Ward für Unforgivable Blackness: The Rise and Fall of Jack Johnson (über den Boxer Jack Johnson)
- 2005 – A. Van Jordan für Macnolia: Poems
- 2005 – Edwidge Danticat für The Dew Breaker
- 2004 – Derek Walcott, Auszeichnung für das Lebenswerk
- 2004 – Adrian Nicole LeBlanc für Random Family: Love, Drugs, Trouble, and Coming of Age in the Bronx
- 2004 – Edward P. Jones für The Known World
- 2004 – Ira Berlin für Generations of Captivity: A History of African-American Slaves
- 2003 – Reetika Vazirani für World Hotel
- 2003 – Samantha Power für A Problem from Hell: America and the Age of Genocide
- 2003 – Adrienne Kennedy, Auszeichnung für das Lebenswerk
- 2003 – Stephen L. Carter für The Emperor of Ocean Park
- 2002 – Jay Wright, Lifetime Achievement Award
- 2002 – Colson Whitehead für John Henry Days
- 2002 – Vernon E. Jordan Jr., Annette Gordon-Reed für Vernon Can Read!: A Memoir
- 2002 – Quincy Jones für Q: The Autobiography of Quincy Jones
- 2001 – F. X. Toole für Rope Burns: Stories from the Corner
- 2001 – David Levering Lewis für W. E. B. Du Bois, 1919-1963: The Fight for Equality and the American Century
- 2001 – Lucille Clifton, Auszeichnung für das Lebenswerk
- 2000 – Edward Said für Out of Place: A Memoir
- 2000 – Chang-Rae Lee für A Gesture Life
- 2000 – Ernest Gaines, Auszeichnung für das Lebenswerk
- 1999 – John Lewis, Michael D’Orso für Walking with the Wind: A Memoir of the Movement
- 1999 – John Hope Franklin, Auszeichnung für das Lebenswerk
- 1999 – Russell Banks für Cloudsplitter
- 1998 – Gordon Parks, Auszeichnung für das Lebenswerk
- 1998 – Walter Mosley für Always Outnumbered, Always Outgunned
- 1998 – Toi Derricotte für The Black Notebooks: An Interior Journey
- 1997 – Albert L. Murray, Auszeichnung für das Lebenswerk
- 1997 – James McBride für The Color of Water
- 1997 – Jamaica Kincaid für Autobiography of My Mother
- 1996 – Dorothy West, Auszeichnung für das Lebenswerk
- 1996 – Madison Smartt Bell für All Souls' Rising
- 1996 – Jonathan Kozol für Amazing Grace: The Lives of Children and the Conscience of a Nation
- 1995 – William H. Tucker für The Science and Politics of Racial Research
- 1995 – Brent Staples für Parallel Time: Growing Up in Black and White
- 1995 – Reginald Gibbons für Sweetbitter: A Novel
- 1994 – David Levering Lewis für W. E. B. Du Bois: A Reader
- 1994 – Judith Ortiz Cofer für The Latin Deli: Prose and Poetry
- 1994 – Ronald Takaki für A Different Mirror: A History of Multicultural America
- 1993 – Marija Alseikaite Gimbutas für The Civilization of the Goddess
- 1993 – Sandra Cisneros für Woman Hollering Creek and Other Stories
- 1993 – Kwame Anthony Appiah für In My Father's House: Africa in the Philosophy of Culture
- 1992 – Marilyn Nelson für The Homeplace
- 1992 – Elaine Mensh, Harry Mensh für The IQ Mythology: Class, Race, Gender, and Inequality
- 1992 – Peter Hayes für Lessons and Legacies I: The Meaning of the Holocaust in a Changing World
- 1992 – Melissa Fay Greene für Praying for Sheetrock: A Work of Nonfiction
- 1992 – Ralph Ellison für Invisible Man
- 1991 – Forrest G. Wood für The Arrogance Of Faith: Christianity and Race in America
- 1991 – Walter A. Jackson für Gunnar Myrdal and America's Conscience: Social Engineering and Racial Liberalism, 1938–1987
- 1991 – Carol Beckwith, Angela Fisher, Graham Hancock für African Ark: People and Ancient Cultures of Ethiopia and the Horn of Africa
- 1990 – Dolores Kendrick für The Women of Plums: Poems in the Voices of Slave Women
- 1990 – Hugh Honour für The Image of the Black in Western Art: Part 1
- 1989 – Peter Sutton für Dreamings: The Art of Aboriginal Australia
- 1989 – George Lipsitz für Life In The Struggle
- 1989 – Henry Louis Gates, Jr. für Collected Black Women's Narratives
- 1989 – Taylor Branch für Parting the Waters America in the King Years
- 1988 – Abigail M. Thernstrom für Whose Votes Count?: Affirmative Action and Minority Voting Rights
- 1988 – Toni Morrison für Beloved
- 1988 – Walter F. Morris, Jr. für Living Maya
- 1988 – Nadine Gordimer für A Sport of Nature
- 1987 – Gail Sheehy für  Spirit of Survival
- 1987 – Arnold Rampersad für The Life of Langston Hughes
- 1986 – Barton Wright für Kachinas: A Hopi Artist's Documentary
- 1986 – James North für Freedom Rising
- 1986 – Donald Alexander Downs für Nazis in Skokie: Freedom, Community and the First Amendment
- 1985 – David S. Wyman für The Abandonment of the Jews: America and the Holocaust 1941-1945
- 1985 – Breyten Breytenbach für Mouroir: Mirrornotes of a Novel
- 1984 – Humbert S. Nelli für From Immigrants to Ethnics: The Italian Americans
- 1984 – Jose Alcina Franch für Pre-Columbian Art
- 1983 – Wole Soyinka für Aké: The Years of Childhood
- 1983 – Richard Rodriguez für Hunger of Memory: The Education of Richard Rodriguez
- 1982 – Peter J. Powell für People of the Sacred Mountain
- 1982 – Geoffrey G. Field für Evangelist of Race: The Germanic Vision of Houston Stewart Chamberlain
- 1981 – Jamake Highwater für Song from the Earth: American Indian painting
- 1980 – Tepilit Ole Saitoti für Maasai
- 1980 – Richard B. Lee für The !Kung San: Men, Women and Work in a Foraging Society
- 1980 – Urie Bronfenbrenner für The Ecology of Human Development: Experiments by Nature and Design
- 1979 – Phillip Tobias für The Bushmen: San hunters and herders of Southern Africa
- 1978 – Maxine Hong Kingston für The Woman Warrior: Memoirs of a Girlhood Among Ghosts
- 1978 – Allan Chase für Legacy of Malthus
- 1977 – Michi Weglyn für Years of Infamy: The Untold Story of America's Concentration Camps
- 1977 – Richard Kluger für Simple Justice
- 1976 – Raphael Patai für The Myth of the Jewish race
- 1976 – Thomas Kiernan für The Arabs: Their history, aims, and challenge to the industrialized world
- 1976 – Lucy Dawidowicz für The War Against the Jews: 1933–1945
- 1975 – Léon Poliakov für The Aryan Myth: A History of Racist and Nationalistic Ideas in Europe
- 1975 – Eugene D. Genovese für Roll, Jordan, Roll: The World the Slaves Made
- 1974 – Louis Leo Snyder für The Dreyfus Case: A Documentary History
- 1974 – Albie Sachs für Justice in South Africa
- 1974 – Michel Fabre für The Unfinished Quest of Richard Wright
- 1974 – Charles Duguid für Doctor and the Aborigines
- 1973 – Lee Rainwater für Behind Ghetto Walls: Black Family Life in a Federal Slum
- 1973 – Betty Fladeland für Men & Brothers
- 1973 – Pat Conroy für The Water Is Wide
- 1972 – Donald L. Robinson für Slavery in the structure of American politics, 1765-1820
- 1972 – Naboth Mokgatle für The Autobiography of an Unknown South African
- 1972 – David Loye für The Healing of a Nation
- 1972 – John S. Haller für Outcasts from Evolution: Scientific Attitudes of Racial Inferiority, 1859 - 1900
- 1972 – George M. Fredrickson für The Black Image in the White Mind: The Debate on Afro-American Character and Destiny, 1817–1914
- 1971 – Anthony Wallace für Death and Rebirth of Seneca
- 1971 – Stan Steiner für La Raza: The Mexican Americans
- 1971 – Carleton Mabee für Black Freedom: The Nonviolent Abolitionists from 1830 through the Civil War
- 1971 – Robert William July für A History of the African People
- 1970 – Audrie Girdner für The Great Betrayal: The Evacuation of the Japanese-Americans during World War II
- 1970 – Florestan Fernandes für The Negro in Brazilian Society
- 1970 – Vine Deloria für Custer Died for Your Sins: An Indian Manifesto
- 1970 – Dan T. Carter für Scottsboro: A Tragedy of the American South (über die Scottsboro Boys)
- 1969 – Stuart Levine, Nancy O. Lurie für The American Indian Today
- 1969 – Leonard Dinnerstein für The Leo Frank Case
- 1969 – Gwendolyn Brooks für In the Mecca; Poems
- 1969 – E. Earl Baughman, W. Grant Dahlstrom für Negro and White Children: A Psychological Study in the Rural South
- 1968 – Erich von Kahler für The Jews among the Nations
- 1968 – Raul Hilberg für The Destruction of the European Jews
- 1968 – Robert Coles für Children of Crisis: A Study of Courage and Fear
- 1968 – Norman Rufus Colin Cohn für Warrant for Genocide: The Myth of the Jewish World Conspiracy and the Protocols of the Elders of Zion
- 1967 – Oscar Lewis für La Vida
- 1967 – David Brion Davis für The Problem of Slavery in Western Culture
- 1966 – Amram Scheinfeld für Your Heredity and Environment
- 1966 – Claude Brown für Manchild in the Promised Land
- 1966 – Harold C. Baldry für Unity Mankind Greek Thought
- 1966 – Alex Haley für The Autobiography of Malcolm X
- 1965 – James W. Silver für Mississippi: The Closed Society
- 1965 – Abram L. Sachar für A History of the Jews, Revised Edition
- 1965 – James M. McPherson für The Struggle for Equality: Abolitionists and the Negro in the Civil War and Reconstruction
- 1965 – Milton M. Gordon für  Assimilation in American Life: The Role of Race, Religion and National Origins
- 1964 – Bernard E. Olson für Faith and Prejudice
- 1964 – Harold Isaacs für The New World of Negro Americans
- 1964 – Nathan Glazer, Daniel Patrick Moynihan für Beyond the Melting Pot, Second Edition: The Negroes, Puerto Ricans, Jews, Italians, and Irish of New York City
- 1963 – Theodosius Dobzhansky für Mankind Evolving
- 1962 – John Howard Griffin für Black Like Me
- 1962 – Dwight L. Dumond für Antislavery: The Crusade for Freedom in America
- 1962 – Gina Allen für The Forbidden Man
- 1961 – Louis E. Lomax für The Reluctant African
- 1961 – E. R. Braithwaite für To Sir, With Love
- 1960 – John Haynes Holmes für I Speak for Myself
- 1960 – Basil Davidson für Lost Cities of Africa
- 1959 – George Eaton Simpson, J. Milton Yinger für Racial and Cultural Minorities: An Analysis of Prejudice and Discrimination
- 1959 – Martin Luther King für Stride Toward Freedom: The Montgomery Story
- 1958 – South African Institute of Race Relations für Handbook on Race Relations
- 1958 – Jessie B. Sams für White Mother
- 1957 – Father Trevor Huddleston für Naught for Your Comfort
- 1957 – Gilberto Freyre für The Masters and the Slaves: A Study in the Development of Brazilian Civilization
- 1956 – George W. Shepherd für They Wait in Darkness
- 1956 – John P. Dean, Alex Rosen für Manual of Intergroup Relations
- 1955 – Lyle Saunders für Cultural Differences and Medical Care
- 1955 – Oden Meeker für Report on Africa
- 1954 – Langston Hughes für Simple Takes a Wife
- 1954 – Vernon Bartlett für Struggle for Africa
- 1953 – Han Suyin für A Many-Splendoured Thing
- 1953 – Farley Mowat für People of the Deer
- 1952 – Laurens van der Post für Venture to the Interior
- 1952 – Brewton Berry für Race Relations
- 1951 – John Hersey für The Wall
- 1951 – Henry Gibbs für Twilight in South Africa
- 1950 – Shirley Graham Du Bois für Your Most Humble Servant
- 1950 – S. Andhil Fineberg für Punishment Without Crime
- 1949 – Alan Paton für Cry, the Beloved Country
- 1949 – J.C. Furnas für Anatomy of Paradise
- 1948 – Worth Tuttle Hedden für The Other Room
- 1948 – Kenneth R. Philp für John inier's Crusade for Indian Reform, 1920-1954 (über John Collier)
- 1947 – Pauline R. Kibbe für Latin Americans in Texas
- 1947 – Sholem Asch für Prophet
- 1946 – Wallace Stegner für One Nation
- 1946 – St. Clair Drake für Black Metropolis: A Study of Negro Life in a Northern City
- 1945 – Kenneth B. Clark für Dark Ghetto: Dilemmas of Social Power
- 1945 – Gwethalyn Graham für Earth and High Heaven
- 1944 – Maurice Samuel für The World of Sholom Aleichem
- 1944 – Roi Ottley für New World A-Coming
- 1943 – Zora Neale Hurston für Dust Tracks on a Road: An Autobiography
- 1942 – James G. Leyburn für The Haitian People
- 1942 – Leopold Infeld für Quest: An Autobiography
- 1941 – Louis Adamic für From Many Lands
- 1940 – Edward Franklin Frazier für The Negro Family in the United States
- 1937 – Julian Huxley für We Europeans
- 1936 – Harold Foote Gosnell für Negro Politicians: Rise of Negro Politics in Chicago